# Burg Rastenberg
Die Burg Rastenberg ist eine romanische Höhenburg in der Gemeinde Rastenfeld im Bezirk Krems-Land in Niederösterreich. Sie steht unter Denkmalschutz Listeneintrag.

## Geschichte

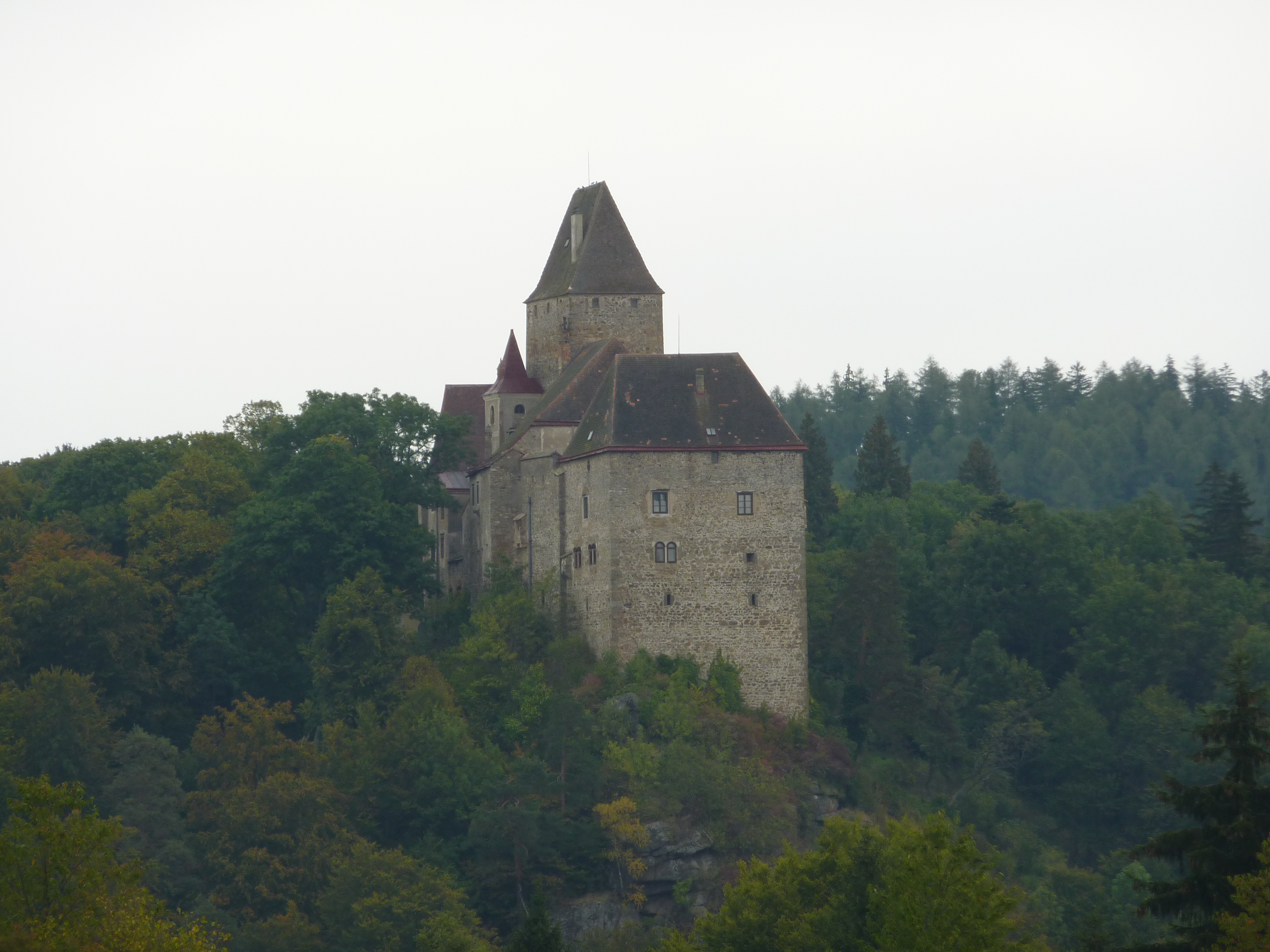
Westansicht der Burg

Durch dendrochronologische Untersuchung lässt sich das Datum der Errichtung der Burg auf den Zeitraum zwischen 1193 und 1205 eingrenzen.
Sie war Teil eines Wehrsystems entlang des Kamps und stand mit den benachbarten Burgen Ottenstein und Lichtenfels in Sichtverbindung.
Die Rastenberger entstammen dem Geschlecht der Rauhenecker, deren Stammburg Rauheneck westlich von Baden bei Wien liegt. Der letzte nachweisbare Rastenberger, ein Otto, stirbt 1292/93.
1363 wurde die Herrschaft Rastenberg an Herzog Rudolf IV. von Habsburg übergeben und in der Folge von Pflegern verwaltet bzw. als Pfandbesitz vergeben.
Im 15. Jahrhundert wurde die Anlage von den Hussiten stark beschädigt. Ab 1432 war die Burg im Lehenbesitz der Neidegger, die Herrn der Burg Oberranna ließen Burg Rastenberg befestigen. Nach dem Aussterben der Neidegger erhält der protestantisch gesinnte Michael Zeller den Pfandbesitz der Herrschaft. Er bot evangelischen Adeligen und ihren Anhängern Zuflucht. Im Dreißigjährigen Krieg wird sie 1620 vom Kaiserlichen General Bucquoy und 1645 von den Schweden geplündert.
Besitzer waren ab 1663 die Lamberger, ab 1754 die Familie Bartenstein und schließlich 1879 die Grafen Thurn-Valsassina.

## Beschreibung
Burg Rastenberg ist mit einer Fläche von 19 × 54 Meter eine schmale, langgezogene Anlage mit einem Vorhof und zwei kleinen Innenhöfen auf dem äußersten Spornende eines Granitfelsens. Ihr Erscheinungsbild wird durch den fünfeckigen, 27 Meter hohen Bergfried geprägt. Da sie nie zerstört wurde, hat sie trotz mehrfachen Umbauten ihren mittelalterlichen Charakter bewahrt. Sie ist eines der bedeutendsten romanischen Baudenkmäler Niederösterreichs.

## Sonstiges
Gottfried von Einem schrieb hier seine Kantate „Das Stundenlied“.